# Aú martelo
L'aú martelo (littéralement la « roue marteau », en portugais) est un coup de pied circulaire de capoeira qui combine l'aú et le martelo no chão. Il consiste à poser une main au sol pour faire un martelo no chão en transformant le mouvement en roue. En résumé, c'est un aú avec la première jambe qui frappe.